# Bruno Gluchowski
Bruno Gluchowski (Pseudonym: Robert Paulsen; * 17. Februar 1900 in Berlin; † 14. November 1985 in Dortmund) war ein deutscher Schriftsteller.

## Leben
Bruno Gluchowski war der Sohn eines Bauarbeiters. Er besuchte die Volksschule und absolvierte ab 1914 eine Lehre als Konditor, die er
mit der Gesellenprüfung abschloss. Anschließend war er ein Jahr lang als Geselle auf Wanderschaft durch Deutschland. 1918 wurde er zum Militär einberufen. Nach dem Ende des Ersten Weltkriegs war Gluchowski arbeitslos. Auf der Suche nach Arbeit gelangte er ins Ruhrgebiet, wo er ab 1920 als Kohlenschlepper auf einer Zeche in Hamborn und ab 1922 in Dortmund unter Tage als
Hauer arbeitete. 1922 nahm er aktiv an der Niederschlagung des Kapp-Putsches teil. Ab 1930 war Gluchowski erneut arbeitslos. Er begann mit dem Schreiben und schloss sich dem Bund Proletarisch-Revolutionärer Schriftsteller an. Bis 1933 erschienen zahlreiche seiner schriftstellerischen Arbeiten in der Presse des Ruhrgebiets. Die geplante Veröffentlichung seines Romans Kohlen-Kulis wurde 1933 durch die Machtergreifung der Nationalsozialisten verhindert, die ihm in den folgenden Jahren zeitweise ein Schreibverbot auferlegten. 1937 konnte er das Theaterstück Der Durchbruch veröffentlichen, das in Stuttgart und Magdeburg aufgeführt wurde. Als bei der zwölften Aufführung des Stückes in Stuttgart Anfang März 1938 plötzlich der Hauptdarsteller erkrankte, sprang Gluchowski kurzerhand für ihn ein.
Hierzu schrieb er 1938 auch ein Manuskript für einen Film, welches er an den Schauspieler Mathias Wieman sandte. In der Haupthandlung erzählte Gluchowski von der Kameradschaft einiger Bergleute, die bei einem Grubenunglück unter Tage eingeschlossen wurden. Darüber hinaus wurde aber auch das alltägliche Leben der Bergleute mit ihren Sorgen und Freuden geschildert. Mathias Wieman kam nach Dortmund und lebte wochenlang an der Seite des Autors. Endlich war das Drehbuch, ein Werk, das die Wahrheit nicht verschwieg, fertig. Allerdings fand es bei Goebbels keine Anerkennung und erhielt somit auch keine Freigabe. 1953 erinnerte sich Wieman an Gluchowskis Vorlage und so wurde aus dem Drehbuch von 1938 das Manuskript zu einem Hörspiel, welches dann vom NWDR Köln erstmals umgesetzt wurde. Unter der Regie von Eduard Hermann sprachen u. a. Kaspar Brüninghaus, Hanns Ernst Jäger und Jürgen von Manger.
1938 wurde ein Hörspiel Gluchowskis im Rundfunk gesendet. Nach dem Zweiten Weltkrieg war der Autor wiederum arbeitslos; ab 1950 arbeitete er nochmals als Hauer unter Tage, später dann bis zu seiner Pensionierung im Jahre 1963 als Sozialangestellter einer Zeche.
Bruno Gluchowski war Verfasser von sozialkritischen Romanen, Erzählungen, Dramen und Hörspielen, in denen er seine persönlichen Erfahrungen in der Arbeitswelt des Ruhrbergbaus verarbeitete. Zu Beginn der sechziger Jahre wurde er von der einsetzenden Bewegung zur Förderung der Arbeiterliteratur neu entdeckt. Er war einer der Mitbegründer der Gruppe 61 und galt als eine ihrer profiliertesten Figuren. Sein letztes Manuskript Angst an tausend Abenden konnte er krankheitsbedingt nicht mehr beenden.
Ein Teilnachlass von Bruno Gluchowski befindet sich in der Handschriftenabteilung der Stadt-  und Landesbibliothek Dortmund und im Fritz-Hüser-Institut für Literatur und Kultur der Arbeitswelt in Dortmund. Das Fundbuch ist online abrufbar.

## Werke
- Der Durchbruch, Donaueschingen 1937.
- Das höhere Gesetz, Donaueschingen 1944.
- Der Honigkotten, Recklinghausen 1965.
- Blutiger Stahl, Frankfurt/M. 1970.
- Werkmeister Lorenz, Dortmund 1973.
- Die letzte Schicht, Oberhausen 1981.
- Die Dörings, Oberhausen 1985.

## Hörspiele
- 1954: Neues aus Schilda; Folge: Schwein muß man haben – Regie: Franz Zimmermann
- 1954: Der Durchbruch – Regie: Eduard Hermann (Fassung des NWDR Köln mit einer Spieldauer von 75’00 Minuten)
- 1955: Der Durchbruch – Regie: Peter Arthur Stiller (Fassung von Radio Saarbrücken mit einer Spieldauer von 65’00 Minuten)
- 1971: Stahl von der Ruhr (3 Teile); Vorlage: Blutiger Stahl. Aus dem Leben des Martin Roth (Roman) – Regie: Helmut Hellstorff
- 1974: Werkmeister Lorenz – Regie: Wolfgang Schenck

## Belege
1. ↑  Der Eintrag Bruno Gluchowski im Lexikon Westfälischer Autorinnen und Autoren und das Fritz-Hüser-Institut nennen abweichend das Sterbejahr 1986, bei DNB 116683945 und NDB steht 1985.
2. ↑  In der Hauptrolle: Der Dichter: In: Der Freiheitskampf vom 5. März 1938, S. 2
3. ↑   https://hoerspiele.dra.de/vollinfo.php?dukey=1547573&vi=1&SID
4. ↑  Findbuch
5. ↑  Findbuch zum Teilnachlass im Fritz-Hüser-Institut

| Personendaten    | Personendaten               |
| ---------------- | --------------------------- |
| NAME             | Gluchowski, Bruno           |
| ALTERNATIVNAMEN  | Paulsen, Robert (Pseudonym) |
| KURZBESCHREIBUNG | deutscher Schriftsteller    |
| GEBURTSDATUM     | 17. Februar 1900            |
| GEBURTSORT       | Berlin                      |
| STERBEDATUM      | 14. November 1985           |
| STERBEORT        | Dortmund                    |